# Esparta
|  | Per a altres significats, vegeu «Esparta (mitologia)». |

Esparta (grec dòric: Σπάρτα, Sparta; jonicoàtic: Σπάρτη, Sparte; grec modern: Σπάρτη, Sparti; llatí: Sparta), dita igualment Lacedemònia (Λακεδαίμων, Lakedàimon), fou una destacada polis grega del Peloponnès, precursora de la ciutat moderna del mateix nom. Situada a la riba del riu Eurotes i la plana de Lacònia, entre el Taíget i el Parnó, fou una de les polis més poderoses de l'antiga Grècia, juntament amb Atenes i Tebes. Ja esmentada a la Ilíada, al segle vii aC es convertí en la potència dominant de la seva regió. Al segle v aC tingué un paper important en les guerres mèdiques i vencé Atenes en la Guerra del Peloponnès, però el 371 aC perdé l'hegemonia com a resultat de la desfeta contra els tebans en la batalla de Leuctra.
Es distingia de les altres polis gregues per una estructura social en la qual una minoria d'esparciates (o «iguals») eren ciutadans de ple dret, mentre que l'activitat econòmica requeia sobre els periecs, persones lliures però sense ciutadania, i els ilotes, que tenien una condició semblant a la dels serfs de l'edat mitjana a Occident.
L'educació era obligatòria, col·lectiva i gestionada per la ciutat. El seu objectiu era formar soldats disciplinats, eficaços i adherits a la causa espartana, cosa que contribuí a la reputació de l'exèrcit lacedemoni com el més temible del món grec. Esparta era l'única ciutat grega que mancava de muralles, fet que Licurg explicava dient que «[n]o és sense muralles la ciutat que té una cintura de valents i no de maons».

## Geografia
L'Estat espartà s'estenia fins al segle v, segons Tucídides, per les dues cinquenes parts del Peloponnès, és a dir, al voltant de 8.500 km² i el triple que el seu rival l'Estat atenès. Constava de dues regions principals, separades per muntanyes.
Lacònia en sentit estricte era el territori delimitat a l'oest pel massís de Taíget, i al sud i a l'est pel mar Mediterrani. La frontera nord era més canviant: victoriosa en la Batalla dels 300 Campions en 545 aC, Esparta va arrabassar a Argos el control de l'altiplà de Cinuria, arribant fins al territori de Tirea, situada a nord-est d'Esparta.
Messènia, conquerida arran de les guerres del mateix nom, s'estenia a l'oest de Taíget fins al Mediterrani. Limitava a nord amb la vall del riu Neda. Incloïa diverses muntanyes, com les Ciperàcies, que s'estenen cap al sud per l'Egaleo i a l'est pel Itome. Al centre es troba la vall de Messènia, banyada pel riu Pamís; la plana d'Estenicler al nord de la cresta d'Escala i la plana costanera anomenada Macaria, «la maleïda», a sud.
A aquestes regions se sumaven l'illa de Citera i les regions muntanyoses d'Esciritis i de Belminatis, al nord de Lacònia.
Esparta, pròpiament dita, es componia de quatre pobles, en realitat quatre llogarets (obaí): limnas («llac»), Cinosura («cua de gos»), Mesoa («central») i Pitana («pastissers»), que no van estar del tot unides per sinecisme en l'època clàssica. En data desconeguda s'hi va unir el llogaret d'Amiclas, distant alguns quilòmetres. La ciutat estava emplaçada a la riba del riu Eurotas, plana al·luvial delimitada per dues grans serralades, la del Taíget i la de Parnon, que es perllonguen fins a la costa, on formen els promontoris del golf de Lacònia.

## Història
Esparta era una de les polis més importants, on els habitants des que neixen tenien l'obligació de convertir-se en bons soldats.
Esparta va sorgir a mitjans del segle ix aC. Durant l'època micènica, hi havia al sud de la naixent Esparta dos centres urbans: Amicles i Terapne. En aquesta última ciutat, van trobar santuaris dedicats al rei Menelau i a la seva esposa Helena, personatges de la Ilíada d'Homer.
La ciutat estat d'Esparta fou fundada després de la conquesta de Lacònia pels doris. Al principi, les divisions internes de la ciutat feren que no pogués prosperar tan significativament com ho feu a partir del segle vii aC, quan la ciutat es consolidà militarment i es convertí en la ciutat hoplita per excel·lència.
Esparta tenia el millor exèrcit de l'antiga Grècia i era l'estat més poderós, abans de l'ascens d'Atenes com a potència naval. Després de les guerres mèdiques, durant les quals la defensa feta pels espartans durant la Batalla de les Termòpiles va ser llegendària, el prestigi d'Esparta era molt important. L'aliança entre espartans i atenesos es va transformar en rivalitat un cop acabada la guerra.
Aquesta rivalitat va portar a la Guerra del Peloponnès, que va acabar amb la liquidació de l'Imperi atenenc. Els atenesos van intentar substituir Esparta en el seu rol de «guardiana de l'hel·lenisme». La batalla de Leuctra al 371 aC va ser el primer cop que un exèrcit d'hoplites espartans era derrotat.

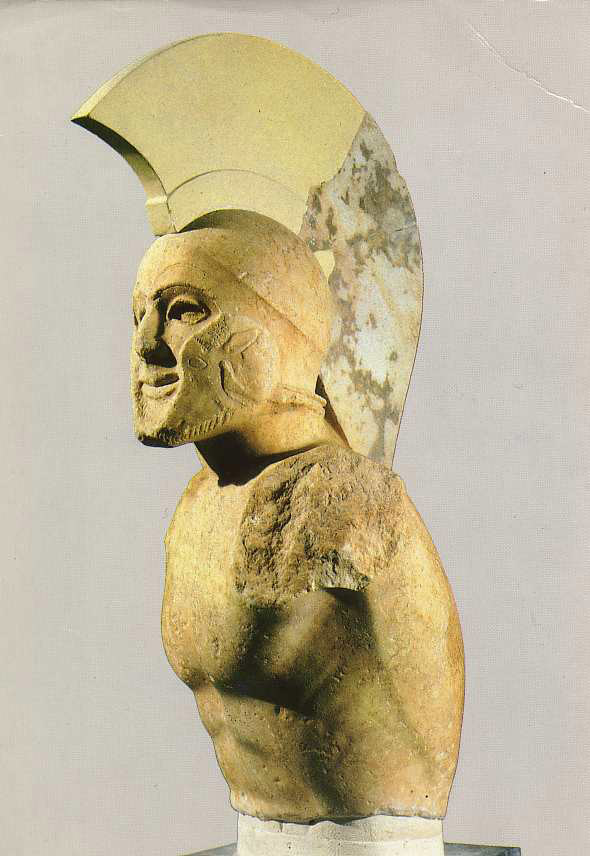
Hoplita espartà amb el seu elm.

El primer que la va ocupar fou Epaminondes, el 362 aC, que va arribar fins al mercat però se'n va haver de retirar. Antígon III Dosó després de la batalla de Sel·làsia el 222 aC, i Filip V de Macedònia, el 218 aC, van arribar a la ciutat. Fou atacada per Demetri Poliorcetes el 296 aC, per Pirros el 272 aC, pel cònsol romà Tit Quinti Flaminí I (per fer respectar els acords al tirà Nabis) el 195 aC (Nabis va incendiar els edificis propers a la ciutadella i els romans es van haver de retirar, però Nabis va córrer després a implorar la pau), i per Filopemen el 192 aC. Aquest darrer la va ocupar i en va destruir les muralles, però els romans les van fer reconstruir quan van agafar Esparta sota la seva protecció i encara existien quan Pausànies va visitar Esparta al segle ii.
Ja no estava fortificada quan Alaric I va ocupar la ciutat el 396, però encara era habitada i ho va restar fins al segle xiii. Guillem de Villehardouin va construir la fortalesa de Mistrà (Mistràs) a la rodalia (3 km a l'oest), on es van refugiar els habitants d'Esparta, que llavors portava el nom de Lacedemònia.
Al segle xix, el govern grec va decidir construir una nova Esparta, poblada amb la gent dels llogarets veïns de Magula i Psikhikó, i altres habitants d'altres llocs de Grècia.

## Constitució

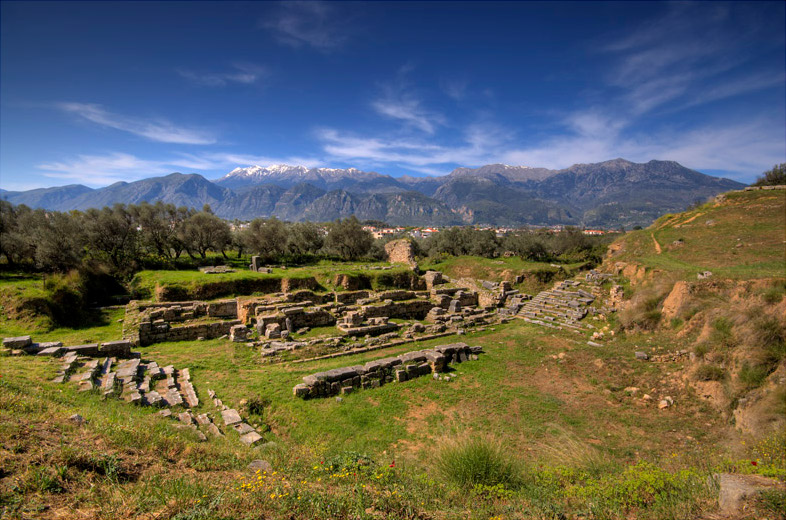
Restes de l'antiga ciutat. Vista del teatre.

Se sap ben poc de l'evolució interna d'Esparta. Molts grecs pensen que no n'hi va haver, a causa de l'estabilitat de la constitució espartana, que va romandre sense canvis vuit segles des dels temps de Licurg. Els espartans no tenien literatura històrica ni lleis escrites, perquè una ordenança de Licurg ho prohibia expressament. L'estat estava governat per dos reis, que pertanyien a dues famílies diferents, els agíades i els euripòntides, amb igual autoritat per tal que l'un no pogués actuar contra el veto de l'altre.
Les obligacions dels reis eren religioses, judicials i militars. Eren el cap de tots els sacerdots de l'estat; realitzaven determinats sacrificis i mantenien el contacte amb el santuari de Delfos, que havia assolit gran autoritat sobre els polítics espartans. En temps d'Heròdot, les seves funcions judicials s'havien limitat a qüestions d'herències, adopcions i carreteres públiques. El poder dual era exercit sobretot en l'esfera militar.

## Societat
Esparta era sobretot un estat militar, i emfasitzava la preparació militar gairebé des del moment de néixer. En el moment del naixement, la mare banyava el nen en vi per veure si era prou fort. El pare, si el nen sobrevivia, el portava al consell dels ancians perquè decidissin si el mantenien amb vida o, en cas de ser feble o no ben format, el mataven, deixant-lo en una cova o llençant-lo daltabaix de la muntanya. D'aquesta manera, es volien assegurar que tots els ciutadans tinguessin unes condicions físiques òptimes.

### Els espartans
Homoioi (els iguals): espartans de ple dret. Pertanyien a aquest grup aquells qui eren fills de pares espartans, i eren els únics que posseïen drets polítics, i eren considerats ciutadans. Aquests eren els guerrers conquistadors, descendents dels doris i nascuts a la mateixa Esparta. El nom d'homoioi és testimoniatge, segons Tucídides, del fet que Esparta «ha instaurat la màxima igualtat entre l'estil de vida dels acomodats i el de la massa: tots duen una vida comuna i austera». Els espartans havien de dedicar la seva vida a l'estat d'Esparta, romanent a la disposició de l'exèrcit o dels assumptes públics. Un autèntic espartà havia de ser fill de pares espartans, haver rebut l'educació espartana, fer els seus menjars (sissítia) al costat dels altres ciutadans als menjadors públics i posseir una propietat suficient per a permetre-li sufragar les despeses de la seva ciutadania. Conformaven una minoria privilegiada que posseïa les terres, ocupava els càrrecs públics de manera exclusiva i concentrava el poder militar. Els treballs manuals i de la terra eren considerats tasques denigrants.

### Els periecs
Es creu que els periecs eren els habitants de les ciutats costaneres i d'alguns assentaments terra endins de Lacònia, conquerits pels espartans, però no reduïts a la condició d'ilotes. Els periecs (o perioikoi) no eren ciutadans, però s'encarregaven del vessant artesanal i comercial de l'economia. Els periecs (de la perifèria) van ser la segona capa en l'esfera social de la ciutat d'Esparta, després dels espartans. A diferència dels espartans, els periecs podien dedicar-se al comerç i a la indústria artesana. La segona capa social estava composta per persones lliures, però sense drets polítics; administraven les seves comunitats, que se situaven fora de la ciutat d'Esparta. Els periecs tenien diverses obligacions cap a l'estat: fonamentalment, en el servei militar (els periecs havien de proporcionar contingents d'hoplites que combatien al costat dels espartans encara que en unitats separades; també formaven la tripulació de l'escassa marina espartana), la manufactura d'alguns articles i el pagament de tributs (els mateixos que els ciutadans espartans). Tampoc no podien casar-se amb espartanes. No es troba registrada cap rebel·lió o revolta protagonitzada pels periecs, és per això que es pot deduir que la seva posició en l'estat espartà era suportable. Havien de pagar una contribució a l'estat. Podien, fins i tot, ocupar càrrecs d'importància i responsabilitat, com el periec Diníada, que apareix al comandament d'una flota peloponnèsia.

### Els ilotes
Els ilotes eren esclaus de l'estat. Se situen en l'esglaó més baix de la societat espartana. La seva condició exacta ja va existir en l'antiguitat: segons Críties, van ser «especialment esclaus», mentre que segons Juli Pòl·lux tenien una condició «entre l'home lliure i l'esclau», vinculat a la terra. Ritualment van ser maltractats, humiliats i sacrificats fins i tot. El nom és part de la tradició del llogaret d'Hélos (Ἕλος), situat al sud d'Esparta. Els hilotes o ilotes estaven destinats diàriament a tasques agrícoles o al treball domèstic. Podien entrar també en les files de l'exèrcit espartà.